# Ilha do Caranguejo
Ilha do Caranguejo är en ö i Brasilien.   Den ligger i delstaten Mato Grosso do Sul, i den södra delen av landet, 1 100 km väster om huvudstaden Brasília.
Trakten runt Ilha do Caranguejo består huvudsakligen av våtmarker. Trakten runt Ilha do Caranguejo är nära nog obefolkad, med mindre än två invånare per kvadratkilometer.